# Arrondissement Muret
Arrondissement Muret (fr. Arrondissement de Muret) je správní územní jednotka ležící v departementu Haute-Garonne a v regionu Midi-Pyrénées ve Francii. Člení se dále na 11 kantonů a 126 obcí.

## Kantony
- Auterive
- Carbonne
- Cazères
- Cintegabelle
- Le Fousseret
- Montesquieu-Volvestre
- Muret
- Portet-sur-Garonne
- Rieumes
- Rieux-Volvestre
- Saint-Lys